# Tre önskningar
Tre önskningar är en svensk dramafilm från 1960 i regi av Göran Gentele.

## Handling
Oskar (Lars Ekborg) och Mona (Helena Brodin) möts när de kommer till Musikaliska Akademien för att se om de blivit antagna. De förälskar sig i varandra och gifter sig så småningom. De får ett barn och för att försörja familjen börjar han jobba som ackompanjatör åt en känd sångerska (Eva Dahlbeck) och blir också hennes älskare, trots att hon är gift med en annan man (Stig Järrel). Hans hustru upptäcker snedsprånget och flyttar hem till sin mamma (Hjördis Pettersson). Hon får hundra kronor av sin pappa (Holger Löwenadler) som hon köper en parfym som heter Tre önskningar för. I parfymaffären möter hon en dirigent (Per Aabel) och får äran att bli solist. I slutet möts alla fyra och Oskar och Mona återförenas.

## Om filmen
Filmen är inspelad i Europa Studio i Sundbyberg. Filmen var tillåten från 15 år vid premiären, men är sedan den 20 april 1971 barntillåten. Premiären ägde rum den 26 december 1960 på biografen Saga i Stockholm.
Filmen har till och med 2019 visats sex gånger i Sveriges Television, bland annat i maj 2019, och var då 89 minuter lång.

## I rollerna
- Helena Brodin
- Lars Ekborg
- Eva Dahlbeck
- Stig Järrel
- Per Aabel
- Hjördis Petterson
- Holger Löwenadler
- Elisabeth Falk
- Svenerik Perzon
- Elsa Carlsson
- Börje Mellvig
- Jan Erik Lindqvist
- Mimi Nelson
- Inger Juel
- Hanny Schedin
- Ellika Mann
- Sven Almgren
- Astrid Bodin
- Jan-Olof Strandberg
- Sven Holmberg
- Mona Geijer-Falkner
- Erik Saedén
- Johannes Norrby
- Sven Erik Vikström
- Bo Molinder
- Jeanette Gentele
- Cecilia Enger
- Maude Adelson

## Filmmusik i urval
- Jeg elsker dig, kompositör Edvard Grieg, text H.C. Andersen, sång Margareta Hallin
- Dessutom förekommer musik av bland andra Beethoven, Bizet, Martini, Mendelssohn och Dvořák.